# 미겔 알미론
미겔 앙헬 알미론 레할라(스페인어: Miguel Ángel Almirón Rejala, 1994년 2월 10일 ~ )는 파라과이의 축구 선수로 현재 메이저 리그 사커의 애틀랜타 유나이티드에서 공격형 미드필더로 활약하고 있다.

## 수상

### 클럽
세로 포르테뇨
- 파라과이 프리메라 디비시온 : 우승 (2013 토르네오 클라우수라, 2014 토르네오 아페르투라, 2015 토르네오 아페르투라), 준우승 (2015 토르네오 클라우수라), 3위 (2013 토르네오 아페르투라)

 CA 라누스
- 아르헨티나 프리메라 디비시온 : 우승 (2016)
- 코파 비센테나리오 : 우승 (2016)
- 아르헨티나 슈퍼컵 : 우승 (2016)

 애틀랜타 유나이티드
- MLS컵 : 우승 (2018)
- MLS 서포터스 실드 : 준우승 (2018)

 뉴캐슬 유나이티드
- 잉글랜드 프리미어리그 : 4위 (2022-23)
- EFL컵 : 준우승 (2022-23)

### 개인
- 파라과이 올해의 선수 (ABC컬러 투표) : 2017, 2018
- 파라과이 올해의 선수 (국민 투표) : 2017
- 미국 MLS 베스트 11 : 2017, 2018
- 미국 MLS 올해의 신인상 : 2017
- 미국 MLS 올스타 : 2017, 2018
- 미국 MLS 이달의 선수 : 2018년 4월
- 잉글랜드 프리미어리그 이달의 골 : 2022년 4월